# SC Concordia Hamburg
SC Concordia v. 1907 e.V. foi uma agremiação alemã, fundada a 9 de maio de 1907, sediada em Hamburgo.

## História

### Primeiros anos
O clube foi formado, em 1907, como SC Concordia Wandsbeck por um pequeno grupo de sete entusiastas. O futebol era apenas o segundo esporte da nova associação, sendo o polo, o preferido. No entanto, o departamento deste último teve constantes falhas e o futebol logo assumiu o interesse principal. A ideia de batizá-lo de Concordia foi de Walter Stautz que o viu gravado em uma medalha. Em 1923, a agremiação se fundiu com um outro clube local, o Germania. Em 1937 o nome foi mudado para o atual.

### 1921 a 1933
O clube não atingiria o nível mais alto da cidade de Hamburgo até o término da Primeira Guerra Mundial. Em 1921-1922, atuou na Kreisliga Groß-Hamburg - Alsterkreis, uma das duas maiores divisões na cidade nessa época, alcançando o sexto lugar entre oito equipes. O desempenho foi repetido em 1923 e 1924, mas na temporada seguinte o time apenas manteve o seu lugar na liga através de um bom desempenho na rodada de rebaixamento. O Concordia foi rebaixado para o segundo nível, em 1927, ao chegar em último em sua divisão. Na A-Klasse Hamburgo - Staffel 3 (II), o time realizou uma boa campanha, em 1927-1928, ganhando um quarto lugar. Contudo, na temporada 1929-1930, o clube desceu ainda mais, caindo para a Bezirksliga Hamburgo, Grupo Alster (III).

### 1933 a 1945
O Concordia retornou à primeira divisão, em 1939, quando ganhou a promoção para a Gauliga Nordmark, na época a liga de nível mais alto do norte da Alemanha. Devido à eclosão da Segunda Guerra Mundial, o campeonato foi dividido em dois grupos regionais, em 1939-1940, mas se reuniu novamente na temporada seguinte. O Concordia ficou em último lugar, em 1941, sendo rebaixado e incapaz de voltar ao certame que foi dissolvido em 1945 a partir da ocupação da Alemanha pelas tropas aliadas.

### 1945 a 1963
O Concordia se tornou um dos treze times ser incluído na Stadtliga Hamburgo, em 1945, o maior campeonato da região até 1947. Em 1946-1947, ficou em terceiro no certame e, juntamente com Hamburgo SV, St Pauli e SC Victoria Hamburg, foi admitido na nova Oberliga Nord. Nesta, o time alcançou o sexto lugar, em 1949-1950, sendo esse o melhor desempenho. Em 1953, foi rebaixado à Amateurliga Hamburgo. Em três temporadas nessa liga, a equipe venceu dois certames, além de conquistar um vice-campeonato, conseguindo voltar à Oberliga, em 1956.
Com exceção de 1957-1958, quando foi sexto mais uma vez, sua trajetória na Oberliga se notabilizou pela fuga do rebaixamento, mas o time se manteve na divisão até 1963, quando a Oberliga se desfez em favor da criação da Bundesliga.

### 1963 a 1974
Concordia se classificou para a nova segunda divisão, a Regionalliga Nord, apesar do décimo-quarto lugar em 1963. Na nova divisão, em sua primeira temporada, o time continuou na luta contra o descenso, mas sua trajetória melhorou a partir de 1964. O sexto lugar, em 1967, foi o seu melhor desempenho, mas em 1970 seria rebaixado mais uma vez, agora para o nível três, intitulado Landesliga Hamburgo. O clube gastou três temporadas na divisão até retornar à Regionalliga, ao ganhar um segundo lugar em 1973. Seria a última temporada da Regionalliga como o segundo nível, que seria substituído pelo 2. Bundesligas, em 1974.

### 1974 aos dias atuais
Um décimo lugar em 1974 não foi suficiente para qualificar a equipe para a nova segunda divisão. Portanto, o Concordia adentrou à recém-criada Oberliga Nord (III). Manteve-se nessa liga nas dezessete temporadas seguintes, sem nunca chegar sequer perto da zona de promoção. Um quinto lugar, em 1977, foi a sua melhor colocação.
Em 1991, o clube perdeu a sua contínua luta contra o descenso, caindo à Verbandsliga Hamburgo (IV). Após um oitavo lugar em sua primeira temporada, venceu dois campeonatos nos anos seguintes e na segunda vez ganhou a promoção para a nova Regionalliga Nord (III). O time desfrutaria de três temporadas nesse módulo, antes de sofrer novo rebaixamento e retornar à Oberliga. Após três temporadas na Oberliga Hamburgo/Schleswig-Holstein, o time caiu novamente, voltando à Verbandsliga. O título do campeonato o reinseriu na Oberliga, na qual desfrutou de três excelentes temporadas, como dois terceiros lugares em 2003 e 2004 sendo os melhores resultados.
Após a recriação da Oberliga Nord, em 2004, o time foi imediatamente relegado à Verbandsliga e desde então tem participado dessa divisão. Em 2008, a Verbandsliga Hamburgo foi renomeada Oberliga Hamburgo. Na final da Copa de Hamburgo, o Concordia bateu o Altonaer FC 83 por 2 a 1, se classificando para a Copa da Alemanha, na temporada 2009-2010. Contudo, o time foi eliminado na primeira fase pelo TuS Koblenz pelo placar de 4 a 0.

## Títulos
- Amateurliga Hamburg (II) Campeão: 1954, 1956;
- Amateurliga Hamburg Vice-campeão: 1955;
- Landesliga Hamburg (III) Vice-campeão: 1973;
- Verbandsliga Hamburg (IV-V) Campeão: 1993, 1994, 2001;
- Copa de Hamburgo Campeão: 2009;

## Cronologia recente
| Temporada | Divisão                                  | Posição |
| 1999–2000 | Oberliga Hamburg/Schleswig-Holstein (IV) | 16° ↓   |
| 2000–01   | Verbandsliga Hamburg (V)                 | 1° ↑    |
| 2001–02   | Oberliga Hamburg/Schleswig-Holstein (IV) | 5°      |
| 2002–03   | Oberliga Hamburg/Schleswig-Holstein      | 3°      |
| 2003–04   | Oberliga Hamburg/Schleswig-Holstein      | 3°      |
| 2004–05   | Oberliga Nord (IV)                       | 16° ↓   |
| 2005–06   | Verbandsliga Hamburg (V)                 | 2°      |
| 2006–07   | Verbandsliga Hamburg                     | 3°      |
| 2007–08   | Verbandsliga Hamburg                     | 4°      |
| 2008–09   | Oberliga Hamburg (V)                     | 13°     |
| 2009–10   | Oberliga Hamburg (V)                     | 14°     |
| 2010–11   | Oberliga Hamburg (V)                     | 17° ↓   |
| 2011–12   | Landesliga Hamburg (VI)                  | 6°      |

## Participações na Copa da Alemanha
| Temporada | Fase             | Data                    | Casa                 | Fora                 | Resultado     |
| 1952–1953 | Primeira rodada  | 17 de agosto de 1952    | Concordia Hamburg    | Borussia Dortmund    | 4 a 3         |
| 1952–1953 | Segunda fase     | 19 de novembro de 1952  | Concordia Hamburg    | VfB Mühlburg         | 4 a 3         |
| 1952–1953 | Quartas de final | 1 de fevereiro de 1953  | Waldhof Mannheim     | Concordia Hamburg    | 2 a 1         |
| 1962–1963 | Primeira fase    | 1 de junho de 1963      | Concordia Hamburg    | Tasmania 1900 Berlin | 1 a 3         |
| 1965–1966 | Primeira fase    | 22 de janeiro de 1966   | TuS Haste            | Concordia Hamburg    | 1 a 2         |
| 1965–1966 | Segunda fase     | 19 de fevereiro de 1966 | SV Werder Bremen     | Concordia Hamburg    | 2 a 0         |
| 1977–1978 | Primeira fase    | 29 de julho de 1977     | Concordia Hamburg    | FC Bayern Hof        | 2 a 0         |
| 1977–1978 | Segunda fase     | 19 de agosto de 1977    | Schwarz-Weiß Essen   | Concordia Hamburg    | 2 a 0         |
| 1978–1979 | Primeira fase    | 4 de agosto de 1978     | Südwest Ludwigshafen | Concordia Hamburg    | 2 a 0         |
| 1980–1981 | Primeira fase    | 28 de agosto de 1980    | Concordia Hamburg    | Hammer SpVg          | 2 a 2 (ida)   |
| 1980–1981 | Primeira fase    | 4 de setembro de 1980   | Hammer SpVg          | Concordia Hamburg    | 3 a 2 (volta) |
| 1987–1988 | Primeira fase    | 28 de agosto de 1987    | Concordia Hamburg    | SpVgg Erkenschwick   | 3 a 0         |
| 1987–1988 | Segunda fase     | 24 de outubro de 1987   | 1. FC Pforzheim      | Concordia Hamburg    | 2 a 0         |
| 2009–2010 | Primeira fase    | 2 de agosto de 2009     | Concordia Hamburg    | TuS Koblenz          | 0 a 4         |